# Jonathan Lambert
Pour les articles homonymes, voir Lambert et Jonathan Lambert (homonymie).
Ne doit pas être confondu avec Jonathan Lobert.
Rodolphe-Jonathan Lambert, dit Jonathan Lambert est un humoriste, animateur de radio, animateur de télévision et acteur français né le 24 juin 1973 à Paris 16e.

## Biographie
R.Jonathan Lambert est le fils de la styliste Christiane Kovitz (née Herschlikovitz) et d'un père marchand de biens. Ses parents ne s'accordant pas sur son prénom, il se prénomme en fait Rodolphe (choix de son père prénommé également Rodolphe) Jonathan (choix de sa mère). Il a une sœur, Stéphanie, de 6 ans son aînée. Après des études au lycée Janson-de-Sailly, il passe un DEUG de culture et de communication à l'université Sorbonne-Nouvelle. Il apprend le métier de comédien dans une école privée de cinéma puis en rejoignant le cours Florent et le conservatoire d'art dramatique du 10e arrondissement de Paris.

### Carrière

#### Télévision

##### Débuts
Il débute sur France 2 en 1994 dans l'émission C'est tout Coffe avec Jean-Pierre Coffe dans le rôle du candide,. Jonathan Lambert passe ensuite derrière la caméra en travaillant dans la société de production d'Arthur Case Productions. Il y reste jusqu'en 2000 travaillant notamment comme journaliste-chroniqueur pour le magazine Exclusif sur TF1, qu'il a également pu présenter quelques fois en qualité de remplaçant.
Les locaux de Case Productions abritent également les équipes de La Grosse Émission sur Comédie ! qui est co-produite par Case. Attiré par l'ambiance potache qui y règne, il demande aux dirigeants de Case Productions à être transféré à cette émission. Il s'occupe dans un premier temps des pré-génériques avant d'intégrer à plein temps l'équipe d'auteurs. Puis, il se retrouve de plus en plus souvent à l'antenne dans des sketchs comme figurant puis comme protagoniste principal. C'est là qu'il crée ses premiers personnages déjantés et décalés comme l'irresponsable Damien Baïzé, mais aussi Rémi le Primeur (et sa rengaine « toujours blagueur mais avant tout primeur ! »), Louis de Sallière Dacier, Blue Michou (« Elle est comment la soirée ? Elle est belle ! ») parodiant Michou et Gribouille, notamment. Intervenant ponctuel dans la deuxième version de l'émission (1999-2001), il coprésente le show lors de la saison 2001-2002.

##### 2002-2006
À l'arrêt de La Grosse Émission, il rejoint Canal+. Jonathan Lambert est coanimateur avec Frédéric Beigbeder de l'Hypershow à partir de septembre 2002. Il y crée le personnage de M. Pringle, qui se produit chaque jour dans un épisode de quelques minutes. Avec moins de 500 000 à 600 000 téléspectateurs, l'émission est un échec pour Canal +. Malgré l'arrêt rapide de l'émission après trois mois d'antenne, faute d'audience, il reste sur la chaîne cryptée avec 22 minutes chrono à partir de janvier 2003. Le personnage de M. Pringle est alors davantage développé. Lunaire mais odieux, guidé par une voix off lénifiante, M. Pringle détonne par son côté loser, perdant, raté. L'émission est un succès et le personnage sera même décliné sous forme de roman photo dans le magazine FHM. Il retrouve également Kad et Olivier, rencontrés dans La Grosse Émission, pour collaborer à l'émission Samedi soir en direct, à la rentrée 2003, qui connaîtra une durée de vie très courte en s'arrêtant après seulement cinq numéros en janvier 2004.
Durant 2004, Jonathan ne fera pas de télé et se consacrera à l'écriture de son premier spectacle seul-en-scène, L'Homme qui ne dort jamais.
En 2005, il crée Télé 2 minutes avec le personnage d'André Merle dans le Soiring sur TPS Star et dans Manu et Bruno sont dans la télé sur M6, émissions de ses ex-acolytes de NRJ Bruno Guillon et Manu Payet.
C'est en 2006 qu'il lance ses « copains de classe » dans les dernières d'On a tout essayé.

##### 2007-2013

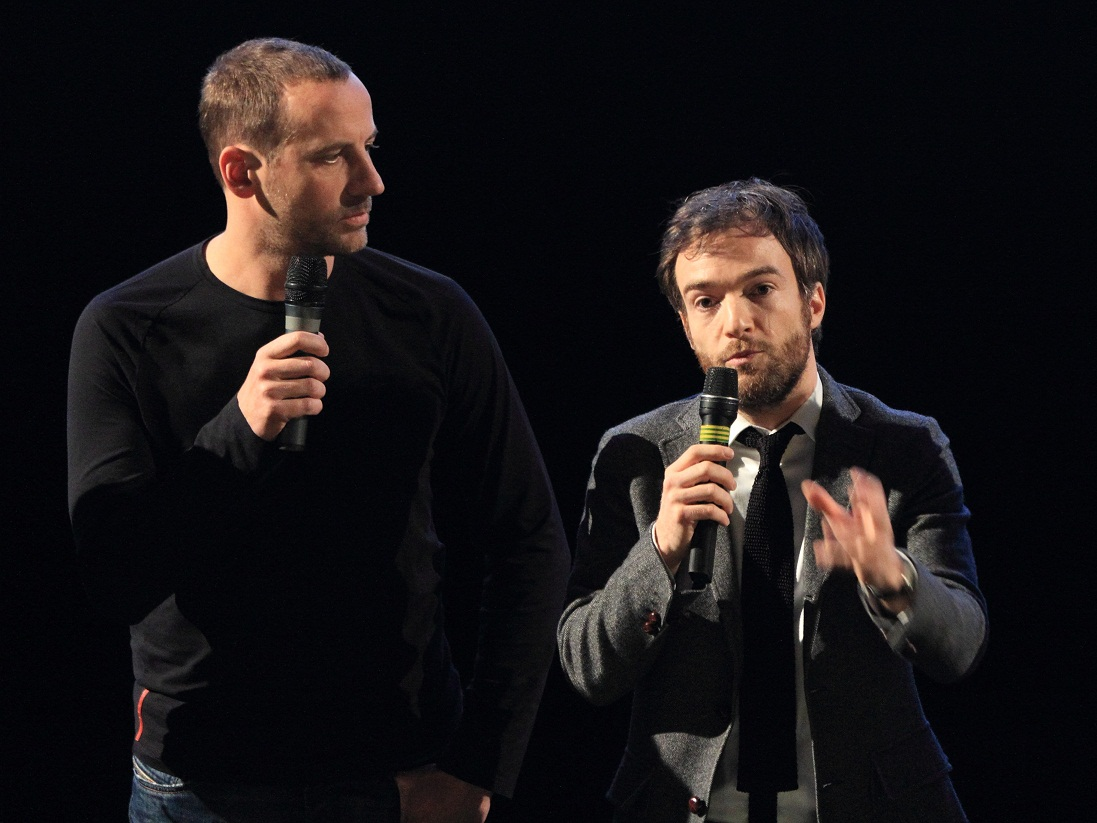
Jonathan Lambert et Fred Testot lors de la présentation du film Dépression et des potes en 2012.

À partir du 28 janvier 2009, Jonathan Lambert présente sur la chaîne Virgin 17 un programme court intitulé Allez... ça va bien se passer dans lequel il incarne à la fois un psychanalyste et son patient. Ce programme produit par la société JokeBox de Benjamin Morgaine sert d'introduction à l'émission humoristique américaine The Whitest Kids U' Know, diffusée en VF et en VOSTF.
On le retrouve dans les émissions de Laurent Ruquier, On n'est pas couché le samedi soir en deuxième partie de soirée où il se met dans la peau d'un personnage loufoque en rapport avec l'invité qu'il aurait rencontré dans son enfance, et dans On n'a pas tout dit où il interprète, dans des sketches absurdes sous forme de reportages TV, un fan de l'invité.
Il est également invité sur le plateau de N'oubliez pas les paroles de France 2 le 1er janvier 2009 pour permettre à l'Unicef de remporter 120 000 euros.

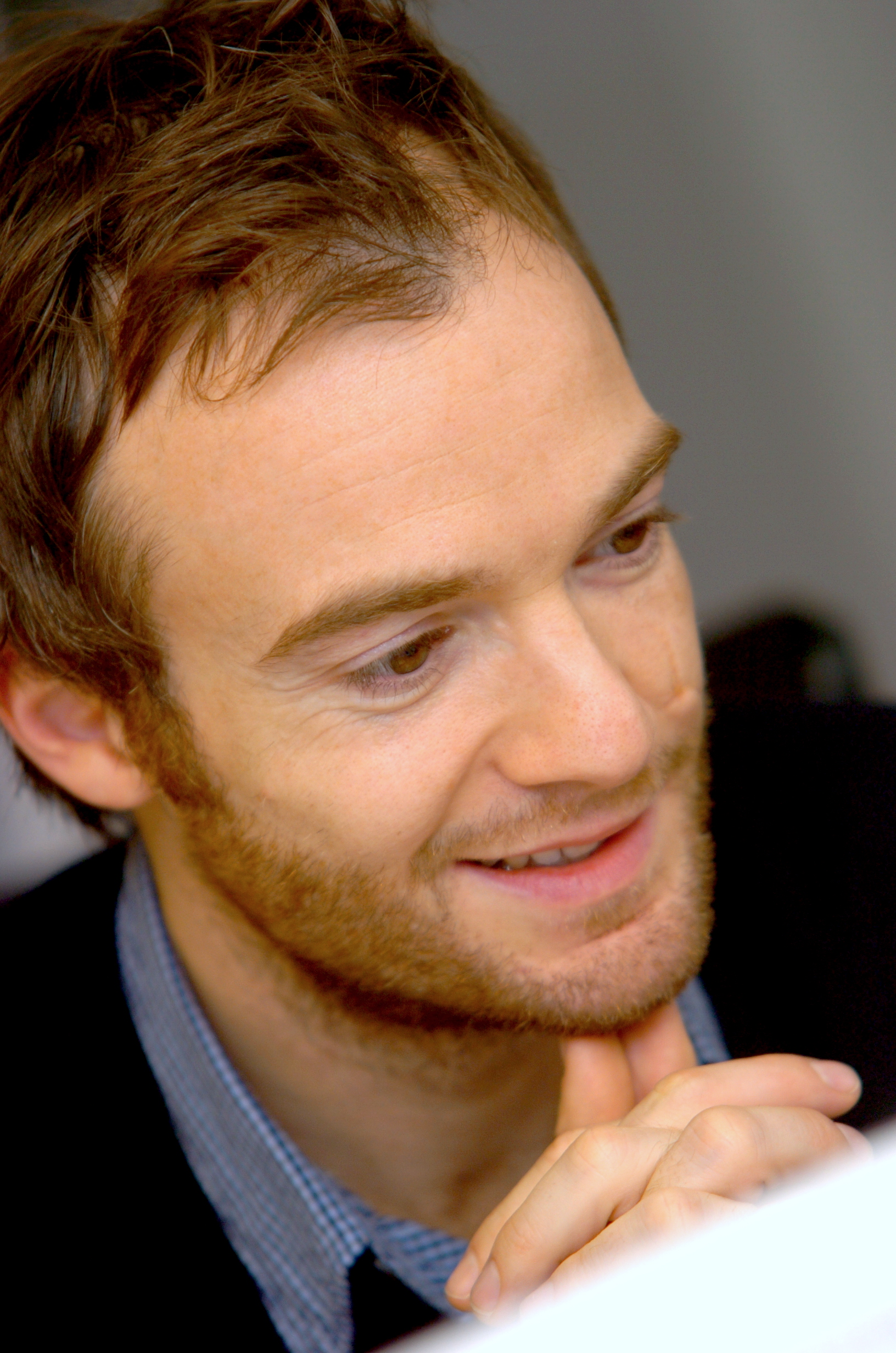
Jonathan Lambert, le 18 novembre 2008 à Paris.

Le 25 juin 2011, il réalise son dernier sketch dans l'émission On n'est pas couché,. Toujours en 2011, il joue dans le film Dépression et des potes en compagnie de Fred Testot et Arié Elmaleh,. Le 15 septembre 2012, il fait son retour dans l'émission On n'est pas couché. Suivront des passages occasionnels sous les traits de personnalités parmi lesquels Éric Zemmour, ou Gérard Depardieu devenu Youri Depardiov pour la circonstance.

##### Depuis 2017
Depuis janvier 2017, il apparaît régulièrement dans l'émission Quotidien de Yann Barthes sur TMC dans une pastille, « 2217 », pendant laquelle il interprète un homme du XXIIIe siècle qui vient de rencontrer un descendant de l'invité people du jour. Dans la saison 2018-2019, il change de registre dans l'émission et anime une nouvelle pastille appelée « Le Pain Quotidien », dans laquelle il double tous les acteurs d'un soap-opéra sur un ton humoristique en rapport avec l'actualité.

#### Radio
De septembre 2001 à juin 2002, il fait partie de l'équipe du 6/9, la matinale de NRJ, aux côtés de Bruno Guillon, Philippe Lelièvre, Arnaud Lemort et Henri Delorme. En septembre 2004, il rejoint l'émission d'Arthur sur Fun Radio où il joue le rôle de l'avocat Me Vogica pour demander la libération d'Arthur. Puis il suit Arthur sur Europe 2 pour battre le record de l'émission de radio la plus longue : 33 heures non-stop ponctuées de lives. De novembre 2004 à juin 2005, Jonathan Lambert apparaît tous les après-midi chez Arthur et les pirates avec son personnage Jean-Guy Badiane, un personnage d'animateur de supermarchés, et ses célèbres répliques (« j'ai la martingale qui me gratte la chatte » ou encore « mon dieu il a une haleine, on dirait qu'il a mangé une couche ! »). La chanson du Klub des Loosers intitulée Baise Les Gens utilise un sample de la voix de Jonathan Lambert où l'on entend la réplique favorite de son personnage Damien Baizé qui ne cesse de scander « baiser » ce à quoi Fuzati répond « Baise les gens »,.
Pendant la saison 2005-2006, Jonathan Lambert fait son retour sur Europe 2 dans Radio Arthur avec de nouveaux personnages. Toutes les interventions de Jonathan Lambert dans Radio Arthur sont faites par inserts téléphonique.
En 2009, il est sur Europe 1 dans l'émission Décrochez le Soleil présentée par Nagui. Il y tient une séquence humoristique appelée Guy Desroutards. Dans cette séquence, il incarne un personnage qui voyage à travers le monde.

##### La Grosse Émission
- Damien Baizé : un fou en manque de sexe retenu par des infirmiers qui saute sur les invitées si elles répondent faux à un quiz. Rengaine et faits récurrents : « Baiser, baiser… », la bave aux lèvres ;
- Blue Michou : parodie de Michou, fait des quiz sur la couleur bleue et saute sur les spectateurs masculins du public. Rengaine : « Quelle belle soirée ! » ;
- Rémi Primeur : il mange tout et n'importe quoi, surtout si c'est dégoûtant, si l'invité répond faux à un quiz. Rengaine : « Rémi Primeur, toujours blagueur, mais avant tout primeur ! » ;
- Gribouille : Parodie de L'Île aux enfants, un monstre obsédé sexuel, qui dessine ce que lui demande une vieille dame (en voix-off). Il commence immanquablement par dessiner un pénis ou une paire de seins avant d'arriver à l'intégrer à ce qu'il doit dessiner pour en faire quelque chose de cohérent. Ça ne manque pas à chaque fois de rappeler à la vieille dame les expériences sexuelles de sa jeunesse. Rengaine : « Mais alors, Gribouille, qu'est-ce que c'est que ces gouttes de pipi ? » ;
- Louis de Sallière Dacier : un académicien qui veut apprendre des mots savants aux téléspectateurs. En donnant des exemples d'utilisation, il finit toujours par partir en vrille et verser dans le scabreux avant d'être assassiné par un mystérieux tueur embusqué. Rengaine : « Vous avez tué la langue française » ;
- Paul et Edmée (avec Nicolas Deuil) : deux homosexuels très efféminés dont l'un donne des leçons de bonnes manières à l'autre. Comme toujours avec Jonathan Lambert, c'est plutôt trash ;
- La caméra super mal cachée de Nono Joubert : un réalisateur débile tend des pièges cruels à des (faux) passants avec une caméra très mal cachée. La victime meurt généralement dans d'atroces souffrances alors que le réalisateur est fier de son gag cruel ;
- Le flatologue : un flatologue parvient à deviner correctement des détails (généralement scabreux) de la personnalité d'une spectatrice à la senteur de ses pets. Rengaine : « La preuve que la flatologie est une science exacte » ;
- Ma tête a la parole : un homme sans bras et muet vous apprend à communiquer uniquement d'après les expressions du visage, avec des phrases du type : « J'ai envie de faire caca » ;
- Les grands moment de solitude : Jonathan reconstitue de grands moments d'humiliation de la vie quotidienne qu'il ponctue de phrases à dire dans ces moments-là pour essayer de s'en sortir avec un minimum de dignité.

##### À la radio avec Arthur
- Me Vogica : avocat criard toujours débordé et sur toutes les affaires les plus foireuses.
- Jean-Guy Badiane : animateur de supermarché niais à la voix criarde, cruel avec le public, qui vient faire des petits jeux généralement pourris, type charade, mais drôles malgré tout. Rengaine : « Il est comment, Jean-Guy, il est ? MOISI ! ».
- Aymeric Floche : correspondant envoyé au Festival de Cannes pour interviewer des personnalités.
- Robert Tâche : correspondant à Cannes
- Monique Delpeille : critique à « Cinéma-Vérité »

##### Autres
- André Merle (Le Soiring) : un animateur de micro-trottoirs odieux et soupe au lait pour qui tout est prétexte à humilier et même agresser physiquement ses assistants sous le regard gêné de (vrais) passants interrogés.
- M. Pringle (22 minutes chrono) : un personnage loser et odieux à qui il arrive toutes sortes d'aventures. Gimmick : « C'est gagné! Grâce à M. Pringle, vous êtes un WINNER ! ».

#### Théâtre

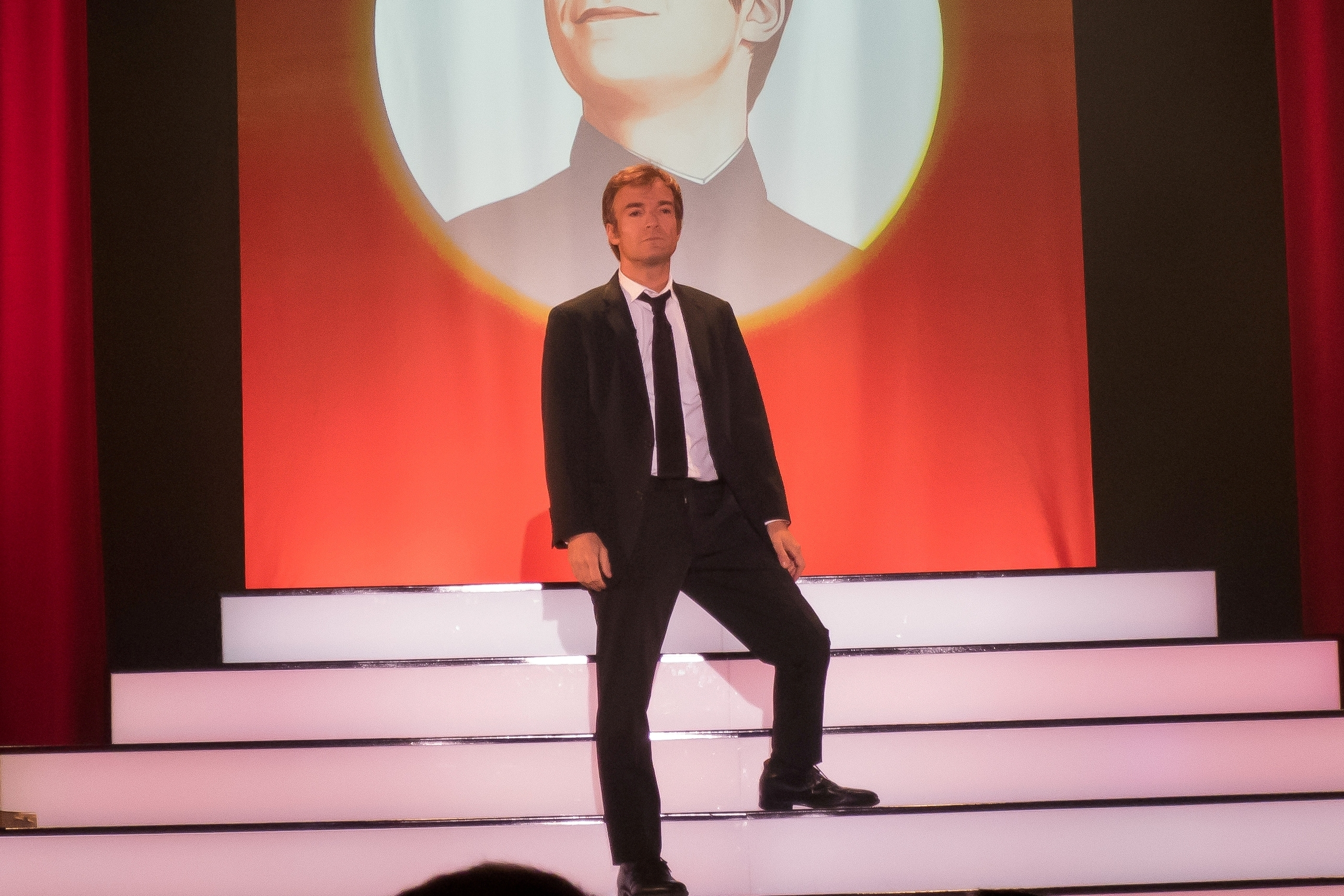
Jonathan Lambert dans son spectacle Looking for Kim en 2016.

Jonathan Lambert monte pour la première fois sur scène en janvier 2007 à la Comédie de Paris puis au Bataclan pour son one-man show : L'Homme Qui ne Dort Jamais. En décembre 2011, il monte sur la scène du théâtre des Variétés aux côtés de Richard Berry dans une pièce de Sébastien Thiéry Le Début de la fin. L'année suivante, marque la création de son nouveau spectacle seul en scène Perruques à la Cigale qui reçoit le Prix de l'humour noir. Fin 2016, il remonte sur scène pour un spectacle en solo sur le thème des dictateurs intitulé Looking for Kim.
- L'Homme qui ne dort jamais, 2007 (Comédie de Paris, Bataclan)
- Le Début de la fin, 2011 (Théâtre des Variétés)
- Perruques, 2012 (La Cigale, Théâtre Marigny, l'Olympia)
- Looking for Kim, 2016 (La Nouvelle Ève)
- Le Prénom, de Matthieu Delaporte et Alexandre de La Patellière, mise en scène Bernard Murat, Théâtre Édouard-VII (2018)
- Rodolphe, Théâtre de l'Européen (2020)
- 2024 : L'Amour chez les autres d'Alan Ayckbourn, mise en scène Ladislas Chollat, théâtre Édouard-VII

## Filmographie

### Cinéma
- 2001 : Jeu de cons de Jean-Michel Verner : Le jeune flic
- 2004 : Je préfère qu'on reste amis... de Éric Toledano et Olivier Nakache: Totof
- 2005 : Palais royal ! de Valérie Lemercier : l'infirmier du don de sang
- 2007 : Steak de Quentin Dupieux: Serge
- 2009 : La Loi de Murphy de Christophe Campos: docteur Moreau
- 2010 : Protéger et servir d'Éric Lavaine : L'artificier
- 2010 : L'amour, c'est mieux à deux de Dominique Farrugia et Arnaud Lemort : Ariel
- 2012 : L'amour dure trois ans de Frédéric Beigbeder  : Pierre
- 2012 : Dépression et des potes de Arnaud Lemort : William[22]
- 2014 : Calomnies de Jean-Pierre Mocky : Drimi
- 2015 : Réalité de Quentin Dupieux : Bob Marshall
- 2015 : Les Bêtises de Rose et Alice Philippon : Fabrice
- 2015 : Monsieur Cauchemar de Jean-Pierre Mocky : Fernet
- 2016 : Bienvenue à Marly-Gomont de Julien Rambaldi : Lavigne
- 2016 : L'Idéal de Frédéric Beigbeder : Carine Wang
- 2019 : 100 Kilos d'étoiles de Marie-Sophie Chambon : Le professeur
- 2021 : En passant pécho de Julien Royal : Denis le slarvi
- 2021 : Attention au départ ! de Benjamin Euvrard : Michaud
- 2023 : Les Algues vertes de Pierre Jolivet : Le député
- 2023 : Comme un prince d'Ali Marhyar : Bertrand
- 2024 : Loups-garous de François Uzan : Childéric Vassier
- 2025 : Le Jour G de Claude Zidi Jr. : Abbé

### Télévision
- 2008 : Hero Corp (série) de Simon Astier : Chauve-souris man
- 2010 : Le Pas Petit Poucet (téléfilm) de Christophe Campos : le ménestrel
- 2011 : À la maison pour Noël (téléfilm) de Christian Merret-Palmair : Léonard
- 2011 : Héloïse et Le romancier Martin (téléfilm) de Jérôme Foulon
- 2012 : Fais pas ci, fais pas ça (série télévisée), saison 5 : Roberto Taquet
- 2015 : Peplum (série) de Philippe Lefebvre : Maximus
- 2017 : Kim Kong (série) de Stephen Cafiero : Mathieu Stannis
- 2017 : Mention particulière de Christophe Campos : le proviseur
- 2017 : Les Chamois de Philippe Lefebvre : Pierre Garcin
- 2018 : Peplum : La Folle histoire du mariage de Cléopâtre de Maurice Barthélemy : Maximus
- 2018 : La Petite Histoire de France (prime)
- 2020 : Faites des gosses de Philippe Lefebvre : Clément
- 2020 : I Love You coiffure (téléfilm) de Muriel Robin : Jeannot
- 2021 : OVNI(s) (série Canal+) d'Antony Cordier : André Morin
- 2021 : Jeune et Golri : Francis
- 2022 : Le Flambeau : Les Aventuriers de Chupacabra de Jonathan Cohen : Hervé (des enfants de Saint-Jean-de-Luz)
- 2022 : Tous Inconnus  de Nicolas Hourès : Lui-même
- 2023 : Pamela Rose, la série de Ludovic Colbeau-Justin : John
- 2024 : Capitaine Marleau, épisode L'Ami français de Josée Dayan : Stéphane Lesueur
- 2026 : Bêtes de flic de Slimane-Baptiste Berhoun

### Doublage
- 2013 : Les Indégivrables de Xavier Gorce, série d'animation pour laquelle il assure la totalité des doublages.
- 2013 :L'Île des Miam-nimaux : Tempête de boulettes géantes 2 de Cody Cameron et Kris Pearn
- 2017 : Sahara de Pierre Coré
- 2023 : Chicken Run : La Menace nuggets : Dr Fry

### Vie privée
Jonathan Lambert est marié à son amie d'enfance Laureen avec qui il a trois enfants.

## Publications
- Le qui's qui ! Le livre de ceux qui feraient mieux de changer de nom, 191 pages, collectif, Michel Lafon, 2002.
- « Foufounes orgies », Bordel, collectif, Flammarion, 2004.
- « Jean Michel, es-tu là ? », Basquiat Bordel, collectif, Stephane Million Éditeur, 2008.
- Le Monde à Lambert, Paris, Le Cherche Midi, 2010, 88 p. (ISBN 978-2-7491-1714-0)
- « La Chronique peu ordinaire », Beaux Arts Magazine, 2013-2014.

## Sur Internet

### Youtube
- 2016 : Il apparaît en personnage principal dans une vidéo, publiée le 15 mars, de Golden Moustache nommée L'Handicapé (FloBer).
- 2017 : Il interprète Jean-Emmanuel Richmond, alias « Doc », dans la vidéo de Norman Le Bug des 10 Millions, réalisée par Ludovik et publiée le 1er décembre 2017
- 2014 : il interprète le personnage de la chanson Je Mange dans le clip musical du chanteur Oldelaf

### Dailymotion
- 2015 : Looking for Maman, mini-websérie sur la vie d'un Américain cherchant sa maman française à Paris